# بوين (تشيلي)
بوين (بالإسبانية: Buin, Chile) هي بلدية تقع في تشيلي في Maipo Province. يقدر عدد سكانها بـ 63,419 نسمة ومساحتها 214.1 كم2 وترتفع عن سطح البحر 483 متر.

## أعلام
- ماوريسيو إيسلا
- كلاوديو برافو
- ماريانو كاستيلو
- هيكتور بينتو